# Kotelnikowo (Kaliningrad, Neman)
Kotelnikowo (russisch Котельниково, deutsch Neuhof-Ragnit, litauisch Raganytė, Naujakaimis) ist ein Ort in der russischen Oblast Kaliningrad. Der Ort gehört zur kommunalen Selbstverwaltungseinheit Stadtkreis Neman im Rajon Neman.

## Geographische Lage
Kotelnikowo liegt drei Kilometer nordwestlich von Neman (Ragnit) und sieben Kilometer südöstlich der Stadt Sowetsk (Tilsit) und ist über eine Zubringerstraße von der Regionalstraße 27A-033 (ex A198) aus zu erreichen. Die nächste Bahnstation (nur für Güterverkehr)  ist Neman bzw. Sowetsk an den Bahnstrecken nach Kaliningrad (Königsberg) und nach Tschernjachowsk (Insterburg).

## Geschichte
Das einstige (Groß)Neuhof-Ragnit (im Gegenüber zu Klein Neuhof-Ragnit, heute russisch: Akulowo) war seinerzeit ein Gutsbezirk sowie Remonteamt und ein Gemeindefreier Bezirk. Am 15. April 1874 wurde der Ort Zentrum und namensgebend für einen Amtsbezirk, der zum Kreis Ragnit, ab 1922 zum Landkreis Tilsit-Ragnit im Regierungsbezirk Gumbinnen der preußischen Provinz Ostpreußen gehörte. 
Am 3. Juni 1938 wurde der bisherige Name „Gutsbezirk Neuhof-Ragnit, Remontedepot“ in „Neuhof-Ragnit, Remonteamt“ geändert. Am 24. Dezember 1941 wurde das Remontedepot Gutsbezirk Damnitzhof (heute nicht mehr existent) aus dem Amtsbezirk Groß Kindschen (der Ort existiert nicht mehr) in den Gutsbezirk Neuhof-Ragnit, Remonteamt, umgegliedert. Ab dem 30. Dezember 1941 war Neuhof-Ragnit ein Heeresgutsbezirk.
Mit dem gesamten nördlichen Ostpreußen wurde Neuhof-Ragnit 1945 der Sowjetunion zugeordnet. Der Ort erhielt 1950 die russische Bezeichnung „Kotelnikowo“ und wurde gleichzeitig in den Dorfsowjet Petrowski selski Sowet im Rajon Sowetsk eingeordnet, dem späteren Rakitinski selski Sowet im Rajon Neman. Später gelangte der Ort in den Dorfbezirk Mitschurinski selski okrug. Von 2008 bis 2016 gehörte Kotelnikowo zur städtischen Gemeinde Nemanskoje gorodskoje posselenije und seither zum Stadtkreis Neman.

### Einwohnerentwicklung
| Jahr | Einwohner |
| ---- | --------- |
| 1910 | 357       |
| 1933 | 403       |
| 1939 | 420       |
| 2002 | 159       |
| 2010 | 136       |

### Amtsbezirk Neuhof-Ragnit (1874–1945)
Zum Amtsbezirk Neuhof-Ragnit, bis 1922 zum Kreis Ragnit, danach zum Landkreis Tilsit-Ragnit gehörig, gehörten anfangs drei, später nur noch eine Gemeinde:
| Name                  | Russischer Name | Litauischer Name | Bemerkungen                   |
| --------------------- | --------------- | ---------------- | ----------------------------- |
| Bittehnen-Schillehnen |                 | Bitėnai          | 1920 zum Memelgebiet getreten |
| Bittehnen-Ußbitschen  |                 | Užbičiai         | 1920 zum Memelgebiet getreten |
| Neuhof-Ragnit         | Kotelnikowo     |                  |                               |

## Kirche
Die weitaus große Mehrheit der Bevölkerung Neuhof-Ragnits war vor 1945 evangelischer Konfession. Das Dorf gehörte zum Kirchspiel der Pfarrkirche in Ragnit, der Hauptkirche der Diözese Ragnit im Kirchenkreis Tilsit-Ragnit innerhalb der Kirchenprovinz Ostpreußen der Kirche der Altpreußischen Union. Heute liegt Kotelnikowo im Einzugsgebiet der in den 1990er Jahren neu entstandenen evangelisch-lutherischen Kirchengemeinde in Slawsk (Heinrichswalde), die zur Propstei Kaliningrad (Königsberg) der Evangelisch-lutherischen Kirche Europäisches Russland gehört.